# 塔尔卡尼
塔尔卡尼，是匈牙利科马罗姆-埃斯泰尔戈姆州所辖的一个村。总面积64.98平方公里，总人口1592，人口密度24.5人/平方公里（2011年1月1日）。